# Martin Ljung

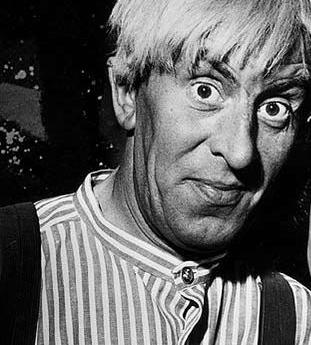

Martin Vilhelm Ljung (Lula, 15 de agosto de 1917 - Estocolmo, 30 de setembro de 2010) foi um comediante, ator e cantor sueco.